# Psoralea pustulata
Psoralea pustulata är en ärtväxtart som beskrevs av Ferdinand von Mueller. Psoralea pustulata ingår i släktet Psoralea och familjen ärtväxter. Inga underarter finns listade i Catalogue of Life.